# Harry Marker
William Harry Marker Jr. (* 7. Oktober 1899 in Tipton, Indiana; † 18. Oktober 1990 in New Milford, Connecticut) war ein US-amerikanischer Filmeditor.

## Leben
Marker war einer von drei Söhnen von William Hardy Marker (1872–1961) und Rebecca Ann Law (1873–1965). Ab 1918 arbeitete er als Editor in Hollywood bei verschiedenen Filmstudios wie der Fox Film Corporation und Universal Pictures. Dabei wirkte er mehrfach unter der Leitung des Regisseurs William Wyler. Ab den 1930er Jahren kam er fast ausschließlich bei B-Filmen zum Einsatz. Erst ab 1945 wurde er auch für Großproduktionen engagiert. 1946 erhielt Marker eine Oscar-Nominierung in der Kategorie Bester Schnitt für Leo McCareys Filmdrama Die Glocken von St. Marien mit Bing Crosby und Ingrid Bergman in den Hauptrollen. Ab 1959 war er auch häufig für das US-amerikanische Fernsehen tätig.
Marker war ab 1923 mit Mary Louise Taylor (1899–1993) verheiratet und hatte mit ihr einen Sohn (* 1935).

## Filmografie (Auswahl)
- 1918: Selfish Yates
- 1920: The Jailbird
- 1920: Her Husband’s Friend
- 1924: Not a Drum Was Heard
- 1928: The Michigan Kid
- 1929: Die Liebesfalle (The Love Trap)
- 1929: Galgenvögel (Hell’s Heroes)
- 1932: Autobanditen (High Speed)
- 1935: Life Returns
- 1936: Der Letzte der Mohikaner (The Last of the Mohicans)
- 1939: Pacific Liner
- 1942: Highways by Night
- 1944: Music in Manhattan
- 1945: Sing Your Way Home
- 1945: Die Glocken von St. Marien (The Bells of St. Mary’s)
- 1946: Die Wendeltreppe (The Spiral Staircase)
- 1947: Die Farmerstochter (The Farmer’s Daughter)
- 1948: Nur meiner Frau zuliebe (Mr. Blandings Builds His Dream House)
- 1948: Jedes Mädchen müßte heiraten (Every Girl Should Be Married)
- 1949: Holiday Affair
- 1950: Die schwarze Lawine (The Secret Fury)
- 1951: Die Ehrgeizige (Payment on Demand)
- 1951: Drei Frauen erobern New York (Two Tickets to Broadway)
- 1951: Doppeltes Dynamit (Double Dynamite)
- 1953: Das geheimnisvolle Testament (Plunder of the Sun)
- 1954: Eine Nacht mit Susanne (Susan Slept Here)
- 1955: Americano
- 1955: Die Stadt der toten Seelen (Rage at Dawn)
- 1955: Heißer Atem (The Treasure of Pancho Villa)
- 1956: Skrupellos (Great Day in the Morning)
- 1956: Blut an meinen Händen (Tension at Table Rock)
- 1956: Na, na, Fräulein Mutti! (Bundle of Joy)
- 1957: Düsenjäger (Jet Pilot)
- 1957: The Girl Most Likely
- 1958: Kilometerstein 375 (Thunder Road)
- 1959: Lassie (TV-Serie, drei Folgen)
- 1959–1961: Josh (Wanted: Dead or Alive) (TV-Serie, drei Folgen)
- 1962: Westlich von Santa Fé (The Rifleman) (TV-Serie, eine Folge)
- 1963: Decision at Midnight
- 1964: Voice of the Hurricane

## Auszeichnungen
- 1946: Oscar-Nominierung in der Kategorie Bester Schnitt für Die Glocken von St. Marien